# Bazar de la Charité

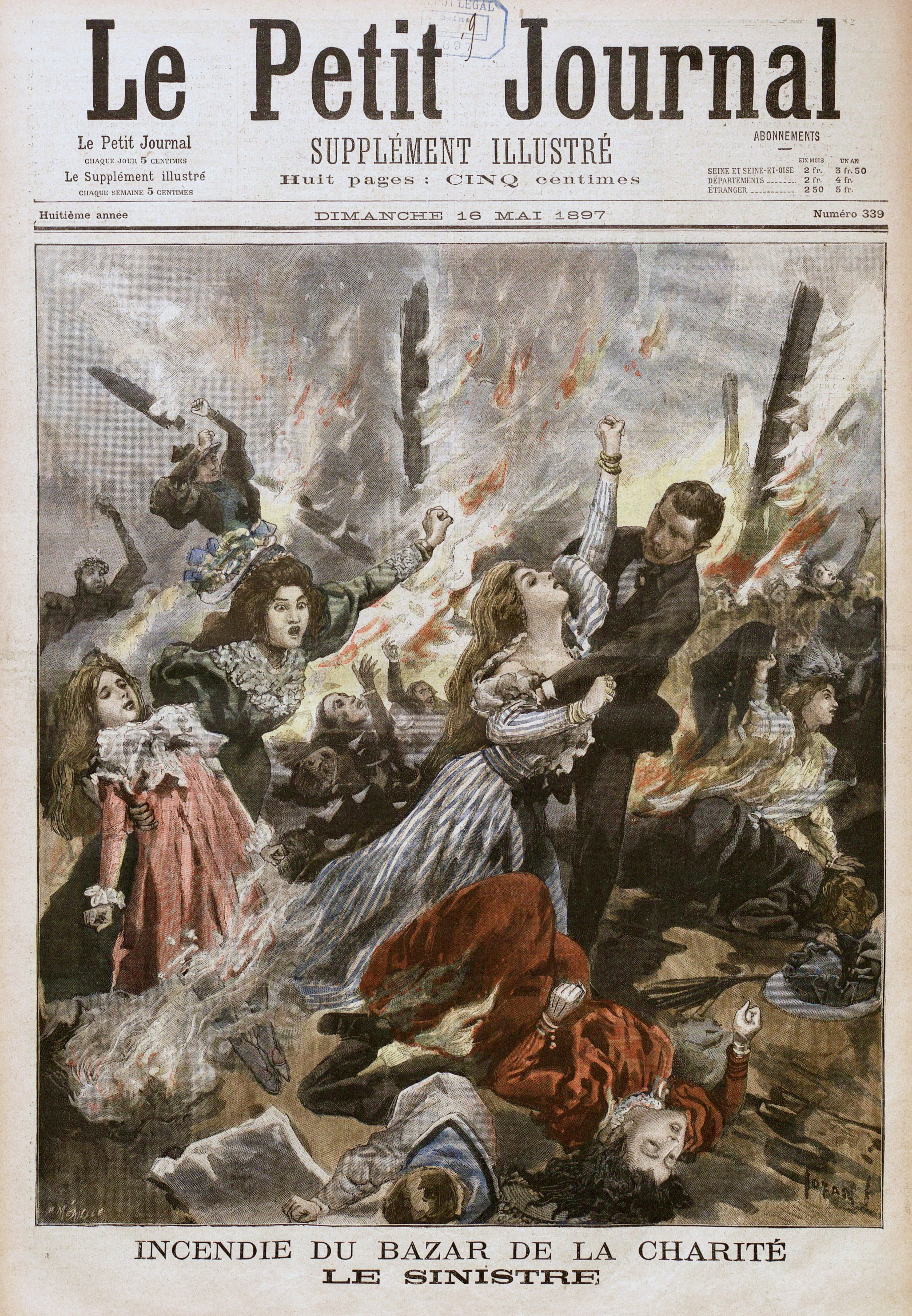
Požár bazaru v dobovém tisku

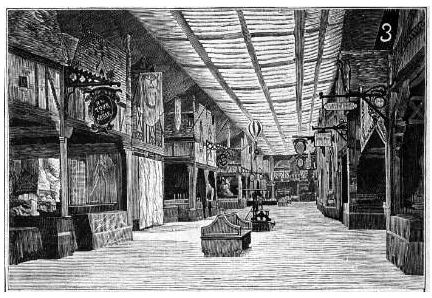
Interiér pavilónu před neštěstím

Bazar de la Charité (česky Charitativní bazar) byla každoroční dobročinná akce v Paříži, která byla zahájena v roce 1885 a o několik let později pro ni byla zřízena budova č. 17 v ulici Rue Jean-Goujon v 8. obvodu. Akce se pravidelně konala až do roku 1897, kdy 4. května vypukl požár, při kterém zahynulo přes 126 osob, v naprosté většině ženy.

## Průběh
Na tomto dobročinném bazaru dámy z vyšší společnosti a představitelky církve prodávaly umělecké předměty a výtěžek šel na dobročinné účely. Prodejní hala byla postavena do vnitrobloku za vysokou kamennou zdí s branou jako dřevěná budova a byla nákladně vyzdobená. Pomocí divadelních dekorací byla představena ulice ve středověké Paříži.
U zadní stěny bazaru vznikl malý promítací sál, kde se promítala krátká filmová představení. Právě kinematograf se stal původcem požáru. K osvětlení filmového projektoru se používal plamen éteru. Vysoce vznětlivý hořlavý plyn a film z nitrocelulózy a k tomu snadno hořlavé divadelní dekorace z bavlny, suchého dřeva, papíru a laku umožnily ohni rychlé rozšíření.
V několika minutách vzplála celá budova. Prchající lidé v panice zatarasili oba vchody, otočné dveře (lítačky) se vzpříčily nad mrtvými těly a pod padajícími trámy. Žár byl tak velký, že nebylo možné se zvenčí přiblížit. Hasiči sice přijeli během 10 minut po ohlášení, ale proud vody z hadic nedosáhl dostatečně daleko a v nutném objemu. Teprve když byl oheň uhašen, mohla být vynesena těla, z nichž některá byla natolik znetvořena, že jejich identifikace nebyla možná. Počet obětí se udává podle pramenů mezi 126–132 osobami.
Mezi oběťmi byla řada osob z vysoké společnosti, mj. Sofie Bavorská, mladší sestra rakouské císařovny Alžběty Bavorské. Ze založení požáru byli obviněni anarchisté, domnělý původce byl odsouzen ke stětí gilotinou, teprve dlouhé vyšetřování se svědectvím přeživších účastnic a přiznáním majitele kinomatografu objasnilo skutečnou příčinu.
Po požáru dala Společnost bazaru na náklad svého předsedy, barona Armanda de Mackau, postavit na jeho místě pamětní kapli Panny Marie Utěšitelky. Má luxusní vybavení se sochami francouzských patronů charity, Božím hrobem a mramorovými obklady stěn. V chodbě jsou epitafy a na pamětních mramorových deskách jsou vyryta jména 126 bezprostředních obětí. Někteří postižení zemřeli na následky popálenin, traumat nebo otravy až v následujících týdnech.

## Odraz tragédie v umění
- četné obrazy a ilustrace vznikly již bezprostředně po neštěstí, systematický výzkum je publikován na webových stránkách bazaru.[2]
- Z několika filmů zatím nejkomplexnější výpověď o události podává osmidílný televizní seriál Le Bazar de la Charité společnosti Netflix z roku 2019.